# Театр на Подолі

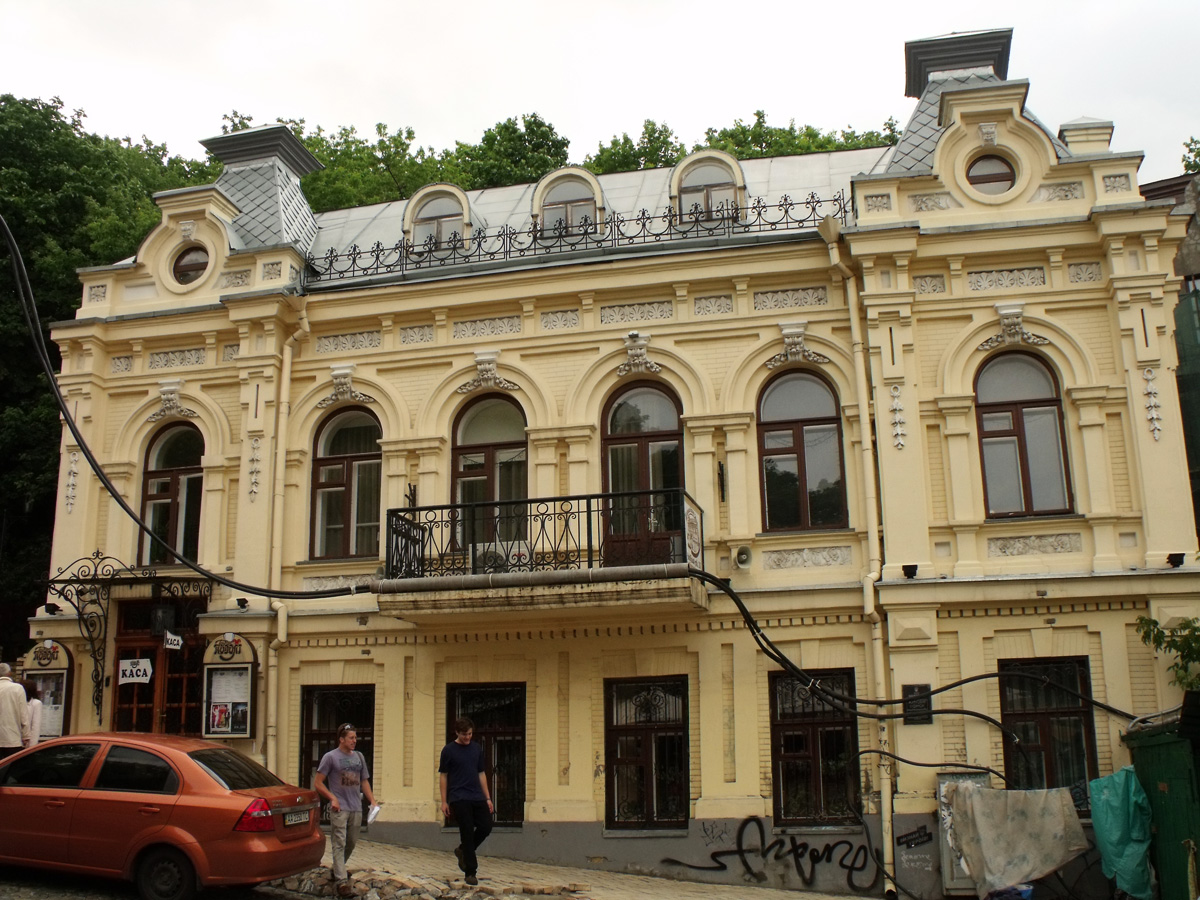
Будинок адміністрації Київського академічного драматичного театру на Подолі

Київський академічний драматичний театр на Подолі — академічний драматичний театр у Києві, заснований у 1987 році в історичному Подолі і керований українським театральним режисером Віталієм Малаховим. Академічний з квітня 2006 року.
Тимчасово, на період дії воєнного стану, до проведення конкурсу на заміщення посади, директором — художнім керівником Театру на Подолі з 8 листопада призначено народного артиста України Богдана Бенюка (наказ Департаменту культури КМДА від 4 листопада 2022 року).

## Історія

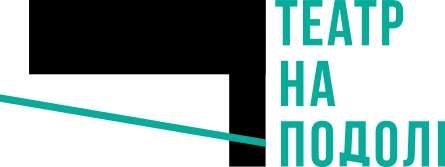
Логотип театру

У 1987 році в Києві створено театр на Подолі на чолі з Віталієм Малаховим, до того головним режисером Київського Театру естради.
Новостворений театр фактично вже був сформованою командою творчих однодумців, при чому мав відповідні напрацювання — вже готові вистави, серед яких «Трактирниця», «Ніч чудес» та інші.
Першим комерційним успіхом колективу став довгостроковий договір з тюменською нафтодобувною компанією, що передбачав численні виступи в Тюменській області (Росія). Цей контракт дозволив театрові облаштувати стаціонарну київську сцену та забезпечити гідне фінансове становище.
За першими тривалими гастролями були наступні. Таким чином, фактично період від 1987 до 1994 року можна вважати «мандрівним» в історії колективу.
У 1994 році, враховуючи високий професійний рівень колективу, його внесок у розвиток драматичного мистецтва України, Головне управління культури Києва надало театрові на Подолі статус державного.

## Театральні будівлі

### Адміністративний корпус
Будинок на Андрієвському узвозі, 20-б, збудовано наприкінці 19 століття. На межі 20 століття комплекс будівель належав відомому київському ювеліру, котрий використовував корпус Б як ювелірну та іконописну майстерні, а на другому поверсі, як і тепер, була сцена, де працював домашній театр. У корпусі А, на місці якого розташована Нова сцена реконструйованого театру, він проживав особисто. Особливість будинку — вдалий приклад архітектурного рішення періоду еклектизму. В середині 1980-х будівлю передано Театру на Подолі.
У приміщенні працює театральна вітальня на 50 місць, названа на честь режисера Ігоря Славинського.

### Зал у гостиному дворі
З 1990 року по 2013 основна сцена на 100 глядачів розміщувалася на Контрактовій площі — у Гостинному дворі. Там була спеціально облаштована сцена.

### Новий корпус
Розташований на Андрієвському узвозі, 20-а.
Інвестиції корпорації Roshen в реконструкцію нового корпусу «Театру на Подолі» склали 174 млн грн. Генеральним проєктувальником проєкту реконструкції будівлі виступило архітектурне бюро «Дроздов та партнери». За цим проєктом будівельні роботи велися з січня 2016 року. 9 жовтня 2017 року відбулося офіційне відкриття нового корпусу театру за участі президента України Петра Порошенка та Київського міського голови Віталія Кличка.
Глядацька зала (Нова сцена) має 253 місця. Зал оснащений двома спеціальними екранами, шістьма відеопроєкторами, з якими працюють унікальні рухомі жорсткі куліси, проєкційні екрани та підлога. Це дозволяє працювати без матеріальної декорації. Є дві накладні сцени: англійське поворотне коло і конструкція, що змінює кут нахилу поверхні до 90 градусів.
Спеціальна акустична система забезпечує потужний та абсолютно однаковий звук для кожного місця у залі. Один із найсучасніших у світі звукових пультів дозволяє озвучити два повних симфонічних оркестри. Освітлювальний цех налічує понад 150 приладів різного типу. Театр працює з голографічною плівкою та сіткою. А також має машини-генератори: диму, туману, вітру, снігу і навіть дощу. 5D ефект забезпечує розпилювач запахів.
Театр доступний для людей з інвалідністю, вистави перекладаються жестовою мовою, працює аудіодескрипція (спеціальний опис для незрячих чи слабозорих), є опція ігрової кімнати, де проходять театральні майстер-класи, якою можуть скористатися батьки, що прийшли на виставу з маленькими дітьми.
Споруда Театру на Андріївському узвозі збудована з порушенням низки законів і норм. Таке рішення Київської організації Національної спілки архітекторів України оприлюднила на своїй Facebook-сторінці віце-президент НСАУ Олена Олійник.
У висновку йдеться про порушення європейського та державного законодавства. «Заслухавши авторів проєкту В. Юдіна та О.Дроздова, проаналізувавши висновки експертів, Правління дійшло висновку, що будинок збудований з порушенням низки чинних законів і норм», — сказано у рішенні.
Зокрема, вказано, що порушено:
- Закон України «Про охорону культурної спадщини»,
- Закон України «Про охорону археологічної спадщини»,
- Закон України «Про регулювання містобудівної діяльності»,
- Закон України «Про архітектурну діяльність»,
- Постанову Кабінету Міністрів України від 11.05.2011 р. № 560 (зі змінами 2016 р.),
- Наказ Міністерства регіонального розвитку, будівництва та житлово-комунального господарства України від 16.05.2011 № 45 (зі змінами 2015 р.),
- ДБН А.2.2-3-2014 та ін.

Окрім того, у рішенні НСАУ йдеться, що опублікована на сайті Театру на Подолі документація є неповною, розроблена в результаті приватної ініціативи з порушенням чинного законодавства (мало б бути проведено архітектурний конкурс).

## Репертуар
Репертуар Театру на Подолі складається з переліку понад 50 вистав, які граються на 2 сценах. Початок о 19:00. У суботу та неділю вистави починаються о 18:00.
- 2018, 26 січня — «Дівчина з ведмедиком, або Неповнолітня» Павла Ар'є за романом Віктора Домонтовича; реж. Стас Жирков[5][6]
- 2018, 18 лютого — «Вільні стосунки» Даріо Фо; реж. Ігор Матіїв
- 2018, 3 березня — «Віра. Надія. Любов. (Яма)» Олександра Купріна; реж. Валентин Козьменко-Делінде
- 2018, 10 березня — «Шестеро характерів ненаписаної комедії…» за п'єсою «Шість персонажів у пошуках автора» Луїджі Піранделло; реж. Віталій Малахов[7]
- 2018, 25 травня — «Продавець дощу» Річарда Неша; реж. Віталій Малахов
- 2018, 20 червня — «Орестея» за трагедією Есхіла; реж. Ілля Мощицький (спільний проєкт із театром «Мізантроп»)[8]
- 2018, 8 листопада — «Хіба ревуть воли, як ясла повні?» за романом Панаса Мирного; реж. Віталій Малахов
- 2018, 9 листопада — «Зелений народ» Олександра Костинського; режисер-постановник — Ігор Славинський, режисери — Сергій Сипливий та Аліна Тунік
- 2018, 2 грудня — «Каїн XVIII» Євгена Шварца; реж. Володимир Кудлінський[9]
- 2019, 5 січня — «Пан Лампа» Маліни Пшесьлюґи; реж. Дмитро Захоженко
- 2019, 1 лютого — «За двома зайцями» Оксани Прибіш за п'єсою Івана Нечуй-Левицького та Михайла Старицького; реж. Ігор Матіїв[10]
- 2019, 19 лютого — «DreamWorks» Івана Вирипаєва; реж. Давид Петросян[11]
- 2019, 23 лютого — «Got To Be Free» рок-мюзикл музичної історії Майдану; реж. Віталій Малахов (ініцийований проект 2014 року, з 23 лютого 2019 отримав свій театральний майданчик)
- 2019, 12 квітня — «Сніг у квітні» Поліни Медведевої за мотивами повісті «Римська весна місіс Стоун» Теннессі Вільямса; реж. Поліна Медведева[ru][12][13]
- 2019, 15 червня — «Зойчина квартира[ru]» Михайла Булгакова; реж. Максим Голенко[14]
- 2019, 21 серпня — «1984» Майкла Джина Саллівана за однойменним романом-антиутопією Джорджа Орвелла; реж. Сергій Павлюк
- 2019, 1 листопада — «ОБЭЖ» (Общество белградских эмансипированных женщин) Бранислава Нушича; реж. Віталій Малахов[15]
- 2019, 7 грудня — «Сірі бджоли» Андрія Куркова; реж. Віталій Малахов[16]
- 2019, 21 грудня — «Шинель» за повістю Миколи Гоголя; реж. Валерія Федотова[17]
- 2020, 29 лютого — «Камінний господар» за поемою Лесі Українки; реж. Іван Уривський[17][18][19]
- 2020, 11 вересня — «Вийшов месник із туману…» Моріса Панича; реж. Євген Мерзляков[20]
- 2020, 17 вересня — «Навігатор» Лаши Бугадзе; реж. Тамара Трунова[21][22]
- 2020, 4 грудня — «Імітація» за романом «Для домашнього вогнища» Івана Франка; реж. Ігор Матіїв
- 2021, 26 лютого — «Вбити не можна розлучитися» Даніеля Глаттауера; реж. Поліна Медведева
- 2021, 19 травня — «Ножиці» Пола Портнера; реж. Ігор Матіїв
- 2021, 4 червня — «Механічний апельсин» за однойменним романом Ентоні Берджеса; реж. Автандил Варсимашвілі[ru][23]

## Нагороди
Творчий колектив театру та його художній керівник-директор Віталій Малахов стали лауреатами в 15 номінаціях «Київської пекторалі» — найпрестижнішої театральної премії, вони не раз здобували призи і премії на різноманітних театральних фестивалях і форумах, в тому числі міжнародних.
Спеціальним призом відзначено виставу за п'єсою Валерія Шевчука «Вертеп» на І-му всесвітньому фестивалі в Анкарі;
театр визнали одним з найкращих на знаменитому Единбурзькому театральному фестивалі в 1994 році з виставами «Яго» та «Сон літньої ночі» за англійською класикою Шекспірівським «Отелло» та «Сон літньої ночі»).
У 1998 році за виставу «В степах України» О. Корнійчука театр отримав «Київську пектораль» у 4 номінаціях: за найкращу режисуру, за найкращий акторський ансамбль, за сценографію, за акторські роботи.
У 2003/2004 театральному сезоні вистава «Дядя Ваня» А. Чехова у постановці В. Малахова стала лауреатом «Київської пекторалі» у 5 номінаціях: за найкращу режисуру, за найкращий акторський дебют (О. Свірська), за найкращу чоловічу роль (С. Бойко).
У 2008 році директор-художній керівник Віталій Малахов став лауреатом Національної премії ім. Тараса Шевченка в галузі мистецтва. До Дня незалежності України того ж (2008) року Президент нагородив Малахова званням «Народний артист України».

## Гастролі
Київський академічний драматичний театр на Подолі активно гастролює — акторам театру на Подолі аплодували у Львові, Луцьку, Полтаві, Ужгороді, Нижньому Новгороді, Севастополі, Ризі, Надимі; драматичне мистецтво України репрезентоване трупою театру в США, Греції, Єгипті, Великій Британії, Польщі, Німеччині, Коста-Риці, Мексиці, Фінляндії, Туреччині.

## Актори театру
- Анна Андрєєва
- Оксана Аніщенкова
- Богдан Бенюк
- Сергій Бойко
- Вікторія Булітко (2008—2016)
- Ігор Волков
- Володимир Горянський
- Сергій Гринін
- Дмитро Грицай
- Ірина Грищенко
- Максим Грубер
- Олександр Данильченко
- Артем Ємцов (2009—2011)
- Олександр Ігнатуша
- Олександр Клаунінг
- Валентина Коврига
- Михайло Кришталь
- Володимир Кузнєцов
- Василь Кухарський (2008—2023)
- Максим Максимюк
- Даша Малахова
- Артем Мяус
- Катерина Вайвала
- Федір Ольховський
- Мирослав Павліченко
- Андрій Пархоменко
- Олександра Пашкова
- Тетяна Печенкіна
- Софія Письман
- Тимур Полянський
- Тамара Плашенко
- Наталія Рокитська
- Катерина Рубашкіна
- Марія Рудковська
- Юрій Сак (2010—2017)
- Анна Саліванчук
- Олена Свірська
- Алла Сергійко
- Сергій Сипливий
- Ігор Славинський (1987—2018)
- Анна Тамбова
- Світлана Телеглова
- Лариса Трояновська
- Олександр Фоменко
- Роман Халаїмов
- Георгій Хостікоєв
- Геннадій Шевчук
- Катерина Шенфельд